# Rosa María Andrés Rodríguez
| jaar | rang enkelspel | rang dubbelspel |
| ---- | -------------- | --------------- |
| 1993 | 997            | –               |
| 1994 | 570            | –               |
| 1995 | 526            | 793             |
| 1996 | 549            | 509             |
| 1997 | 377            | 374             |
| 1998 | 206            | 130             |
| 1999 | 155            | 110             |
| 2000 | 278            | 100             |
| 2001 | 294            | 237             |
| 2002 | 411            | 276             |
| 2003 | 283            | 210             |
| 2004 | 278            | 136             |
| 2005 | 547            | 113             |

Dit is een Spaanse naam; Andrés is de vadernaam en Rodríguez is de moedernaam.
Rosa María Andrés Rodríguez (Cala Millor, 29 mei 1977) is een voormalig tennisspeelster uit Spanje. Haar favoriete ondergrond is gravel. Zij speelt rechtshandig. Zij was actief in het internationale tennis van 1993 tot en met 2005.

## Loopbaan

### Enkelspel
Andrés Rodríguez debuteerde in 1993 op het ITF-toernooi van Lérida (Spanje). Zij stond in 1994 voor het eerst in een finale, op het ITF-toernooi van Lérida (Spanje) – zij verloor van Française Peggy Rouquier. In 1997 veroverde Andrés Rodríguez haar eerste titel, op het ITF-toernooi van Périgueux (Frankrijk), door Française Nathalie Callen te verslaan. 
In totaal won zij acht ITF-titels, de laatste in 2002 op Mallorca (Spanje).
In 1999 kwalificeerde Andrés Rodríguez zich voor het eerst voor een WTA-hoofdtoernooi, op het toernooi van Warschau – zij bereikte er de tweede ronde.
Haar hoogste notering op de WTA-ranglijst is de 152e plaats, die zij bereikte in oktober 1999.

### Dubbelspel
Andrés Rodríguez behaalde in het dubbelspel betere resultaten dan in het enkelspel. Zij debuteerde in 1993 op het ITF-toernooi van Lérida (Spanje), samen met landgenote Laila Haj Younes. Zij stond in 1996 voor het eerst in een finale, op het ITF-toernooi van Mallorca (Spanje), geflankeerd door landgenote Laura García – hier veroverde zij haar eerste titel, door het Spaanse duo Marina Escobar en Conchita Martínez Granados te verslaan. In totaal won zij 28 ITF-titels, de laatste in 2004 in Mestre (Italië).
In oktober 1998, na het winnen van het ITF-toernooi van Boekarest, kwam Andrés Rodríguez binnen op de top 150 van de wereldranglijst. In 1999 speelde zij voor het eerst op een WTA-hoofdtoernooi, op het toernooi van Lissabon (Estoril), samen met landgenote Eva Bes – zij bereikten er de halve finale. In februari 2000 trad zij toe tot de top 100. Andrés Rodríguez stond in 2005 voor het eerst in een WTA-finale, op het toernooi van Acapulco, samen met landgenote Conchita Martínez Granados – zij verloren van het koppel Alina Zjidkova en Tetjana Perebyjnis. Drie maanden later veroverde Andrés Rodríguez haar eerste, en laatste, WTA-titel, op het toernooi van Straatsburg, samen met de Roemeense Andreea Vanc, door het koppel Marta Domachowska en Marlene Weingärtner te verslaan.
Haar hoogste notering op de WTA-ranglijst is de 81e plaats, die zij bereikte in september 2000.

## Palmares
| Legenda                |
| ---------------------- |
| Grandslamtoernooi      |
| Olympische Spelen      |
| Year-End Championships |
| Tier I                 |
| Tier II                |
| Tier III               |
| Tier IV & V            |

### WTA-finaleplaatsen enkelspel
geen

### WTA-finaleplaatsen vrouwendubbelspel
| nr.              | finale     | toernooi        | ondergrond | partner                    | tegenstandsters                       | score    |         |
| ---------------- | ---------- | --------------- | ---------- | -------------------------- | ------------------------------------- | -------- | ------- |
| gewonnen finales |            |                 |            |                            |                                       |          |         |
| 1.               | 2005-05-21 | WTA Straatsburg | gravel     | Andreea Vanc               | Marta Domachowska Marlene Weingärtner | 6-3, 6-1 | details |
| verloren finales |            |                 |            |                            |                                       |          |         |
| 1.               | 2005-02-27 | WTA Acapulco    | gravel     | Conchita Martínez Granados | Alina Zjidkova Tetjana Perebyjnis     | 5-7, 3-6 | details |

### Gewonnen ITF-toernooien enkelspel
| nr. | finale     | toernooi  | dotatie  | ondergrond | tegenstandster in finale | score                   |
| --- | ---------- | --------- | -------- | ---------- | ------------------------ | ----------------------- |
| 1.  | 1997-08-10 | Périgueux | $ 10.000 | gravel     | Nathalie Callen          | 3-6, 6-2, 7-5           |
| 2.  | 1998-05-10 | Elvas     | $ 10.000 | hardcourt  | Ana Salas Lozano         | 6-1, 6-3                |
| 3.  | 1998-12-13 | Mallorca  | $ 10.000 | gravel     | Giulia Casoni            | 5-7, 6-4, 6-3           |
| 4.  | 1999-06-13 | Galatina  | $ 10.000 | gravel     | Michaela Paštiková       | 6-1, 6-1                |
| 5.  | 2000-11-26 | Mallorca  | $ 10.000 | gravel     | Dinara Safina            | 5-3, 4-2, 0-4, 2-4, 5-3 |
| 6.  | 2000-12-03 | Mallorca  | $ 10.000 | gravel     | Dominika Luzarová        | 4-1, 4-0, 4-0           |
| 7.  | 2002-02-10 | Mallorca  | $ 10.000 | gravel     | Paula García             | 6-3, 3-6, 7-6           |
| 8.  | 2002-12-01 | Mallorca  | $ 10.000 | gravel     | Ana Timotić              | 7-5, 7-5                |

### Gewonnen ITF-toernooien dubbelspel
| nr. | finale     | toernooi          | dotatie  | ondergrond | partner                    | tegenstandsters in finale                   | score          |
| --- | ---------- | ----------------- | -------- | ---------- | -------------------------- | ------------------------------------------- | -------------- |
| 01. | 1996-02-04 | Mallorca          | $ 10.000 | gravel     | Laura García               | Marina Escobar Conchita Martínez Granados   | 5-7, 6-0, 6-2  |
| 02. | 1997-08-10 | Périgueux         | $ 10.000 | gravel     | Sandra Martinović          | Geraldine Bimes Victoria Courmes            | 6-4, 6-3       |
| 03. | 1997-11-30 | Mallorca          | $ 10.000 | gravel     | Marina Escobar             | Katalin Marosi Melanie Schnell              | 6-4, 6-2       |
| 04. | 1998-04-19 | Galatina          | $ 10.000 | gravel     | Noelia Serra Djamdjean     | Debby Haak Silvia Uríčková                  | 6-4, 6-1       |
| 05. | 1998-04-26 | Bari              | $ 10.000 | gravel     | Veronica Stele             | Sabina Da Ponte Silvia Uríčková             | 6-1, 6-1       |
| 06. | 1998-05-10 | Elvas             | $ 10.000 | hardcourt  | Debby Haak                 | Marina Escobar Paula Hermida                | walk-over      |
| 07. | 1998-06-07 | Bytom             | $ 25.000 | gravel     | Mariam Ramón Climent       | Ľudmila Cervanová Janette Husárová          | 6-3, 6-3       |
| 08. | 1998-09-27 | Boekarest         | $ 25.000 | gravel     | Eva Bes                    | Lenka Cenková Karin Kschwendt               | 4-6, 7-6, 6-0  |
| 09. | 1998-10-11 | Girona            | $ 10.000 | gravel     | Lourdes Domínguez Lino     | Marta Marrero María José Martínez Sánchez   | 4-6, 6-1, 7-6  |
| 10. | 1999-02-07 | Mallorca          | $ 10.000 | gravel     | Lourdes Domínguez Lino     | Alice Canepa María Fernanda Landa           | 6-1, 6-1       |
| 11. | 1999-07-12 | Getxo             | $ 25.000 | gravel     | Conchita Martínez Granados | Alicia Ortuño Gisela Riera                  | 7-6, 6-4       |
| 12. | 1999-09-12 | Denain            | $ 25.000 | gravel     | Conchita Martínez Granados | Luciana Masante Mariam Ramón Climent        | 6-1, 6-4       |
| 13. | 1999-09-26 | Sofia             | $ 25.000 | gravel     | Conchita Martínez Granados | Katalin Marosi Nadzeja Astrowskaja          | walk-over      |
| 14. | 2000-07-09 | Civitanova Marche | $ 25.000 | gravel     | Conchita Martínez Granados | Jevgenia Koelikovskaja Tatjana Poetsjek     | 6-2, 6-3       |
| 15. | 2000-07-23 | Fontanafredda     | $ 25.000 | gravel     | Conchita Martínez Granados | Maja Matevžič Antonella Serra Zanetti       | 4-6, 6-2, 6-4  |
| 16. | 2000-09-10 | Fano              | $ 25.000 | gravel     | Conchita Martínez Granados | Eléni Daniilídou Alicia Ortuño              | 6-2, 6-4       |
| 17. | 2001-02-11 | Mallorca          | $ 10.000 | gravel     | Dinara Safina              | Oana Elena Golimbioschi Andreea Ehritt-Vanc | 6-2, 6-0       |
| 18. | 2001-05-13 | Maglie            | $ 25.000 | gravel     | Eugenia Chialvo            | Natalia Gussoni Luciana Masante             | 6-4, 6-4       |
| 19. | 2002-02-10 | Mallorca          | $ 10.000 | gravel     | Mariam Ramón Climent       | Jennifer Schmidt Maria Wolfbrandt           | 6-2, 6-3       |
| 20. | 2002-02-24 | Gran Canaria      | $ 10.000 | gravel     | Dinara Safina              | Jennifer Schmidt Maria Wolfbrandt           | 6-1, 6-2       |
| 21. | 2002-11-24 | Mallorca          | $ 10.000 | gravel     | Joana Cortez               | Ema Janašková Vladimíra Uhlířová            | 6-3, 6-1       |
| 22. | 2002-12-01 | Mallorca          | $ 10.000 | gravel     | Ana Timotić                | Iryna Brémond Marianna Yuferova             | 6-4, 6-3       |
| 23. | 2003-10-19 | Carcavelos        | $ 10.000 | gravel     | Céline Beigbeder           | Romy Farah Neuza Silva                      | 6-2, 1-0, opg. |
| 24. | 2004-02-15 | Mallorca          | $ 10.000 | gravel     | Ana Timotić                | Lourdes Domínguez Lino Laura Pous Tió       | 3-6, 6-4, 6-4  |
| 25. | 2004-04-25 | Bari              | $ 25.000 | gravel     | Conchita Martínez Granados | Martina Müller Vladimíra Uhlířová           | 6-2, 5-7, 6-2  |
| 26. | 2004-05-23 | Caserta           | $ 25.000 | gravel (i) | Andreea Ehritt-Vanc        | Giulia Casoni Vladimíra Uhlířová            | 6-1, 4-6, 6-4  |
| 27. | 2004-07-13 | Grado             | $ 25.000 | gravel     | Andreea Ehritt-Vanc        | Klaudia Jans Alicja Rosolska                | 6-2, 6-2       |
| 28. | 2004-09-05 | Mestre            | $ 25.000 | gravel     | Lourdes Domínguez Lino     | Katalin Marosi Marina Tavares               | 6-1, 6-2       |

## Resultaten grandslamtoernooien
| Legenda | Legenda                          |
| ------- | -------------------------------- |
| g.t.    | geen toernooi gehouden           |
| l.c.    | lagere categorie                 |
| –       | niet deelgenomen                 |
| G       | uitgeschakeld in de groepsfase   |
| 1R      | uitgeschakeld in de eerste ronde |
| 2R      | uitgeschakeld in de tweede ronde |
| 3R      | uitgeschakeld in de derde ronde  |
| 4R      | uitgeschakeld in de vierde ronde |
| KF      | uitgeschakeld in de kwartfinale  |
| HF      | uitgeschakeld in de halve finale |
| F       | de finale verloren               |
| W       | het toernooi gewonnen            |
| w-v     | winst/verlies-balans             |

### Enkelspel
geen deelname

### Vrouwendubbelspel
| toernooi        | 1999 | 2000 | 2001 |    | 2005 |
| --------------- | ---- | ---- | ---- | -- | ---- |
| Australian Open | –    | 1R   | 1R   | –  |      |
| Roland Garros   | 1R   | 1R   | –    | –  |      |
| Wimbledon       | –    | –    | –    | –  |      |
| US Open         | –    | 1R   | –    | 1R |      |